# Длинноиглая рыба-ёж
Длинноиглая рыба-ёж (лат. Diodon holocanthus) — вид морских лучепёрых рыб семейства двузубых. Распространены в тропических и субтропических водах всех океанов.

## Описание
Тело вытянутое, округлой формы, с гладкой кожей, покрытой длинными острыми шипиками, которые представляют собой видоизменённые чешуйки. Каждый шипик имеет два корня. Все шипики подвижные и могут подниматься на 90°. У рыб в спокойном состоянии шипики прижаты к телу. Длинноиглая рыба-ёж при опасности может наполнять водой растягивающийся желудок, причем все тело раздувается и принимает шаровидную форму, а шипики поднимаются.
Голова сферической формы с большими глазами навыкате. Ширина головы укладывается 2,4—3,3 раза в стандартную длину тела. Рот большой и широкий, конечный и почти всегда открыт. Зубы слиты в пластины. Режущие пластины на верхней и нижней челюстях сплошные, то есть не разделены швом. Поэтому рот с челюстями и режущими пластинами напоминают клюв попугая. Жаберные отверстия небольшие, расположены у оснований грудных плавников.
Спинной и анальный плавники сдвинуты к хвостовому стеблю, не имеют колючих лучей. В спинном плавнике 13—15 мягких лучей, а в анальном — 13—15 мягких лучей. В грудных плавниках 21—24 мягких лучей. У взрослых особей эти плавники, а также хвостовой плавник, с закруглёнными краями. Брюшные плавники отсутствуют .
Длинноиглая рыба-ёж достигает максимальной длины тела 50 см, обычно около 15 см.
Кожа и внутренности длинноиглой рыбы-ёж ядовитые из-за накопления тетродотоксина.

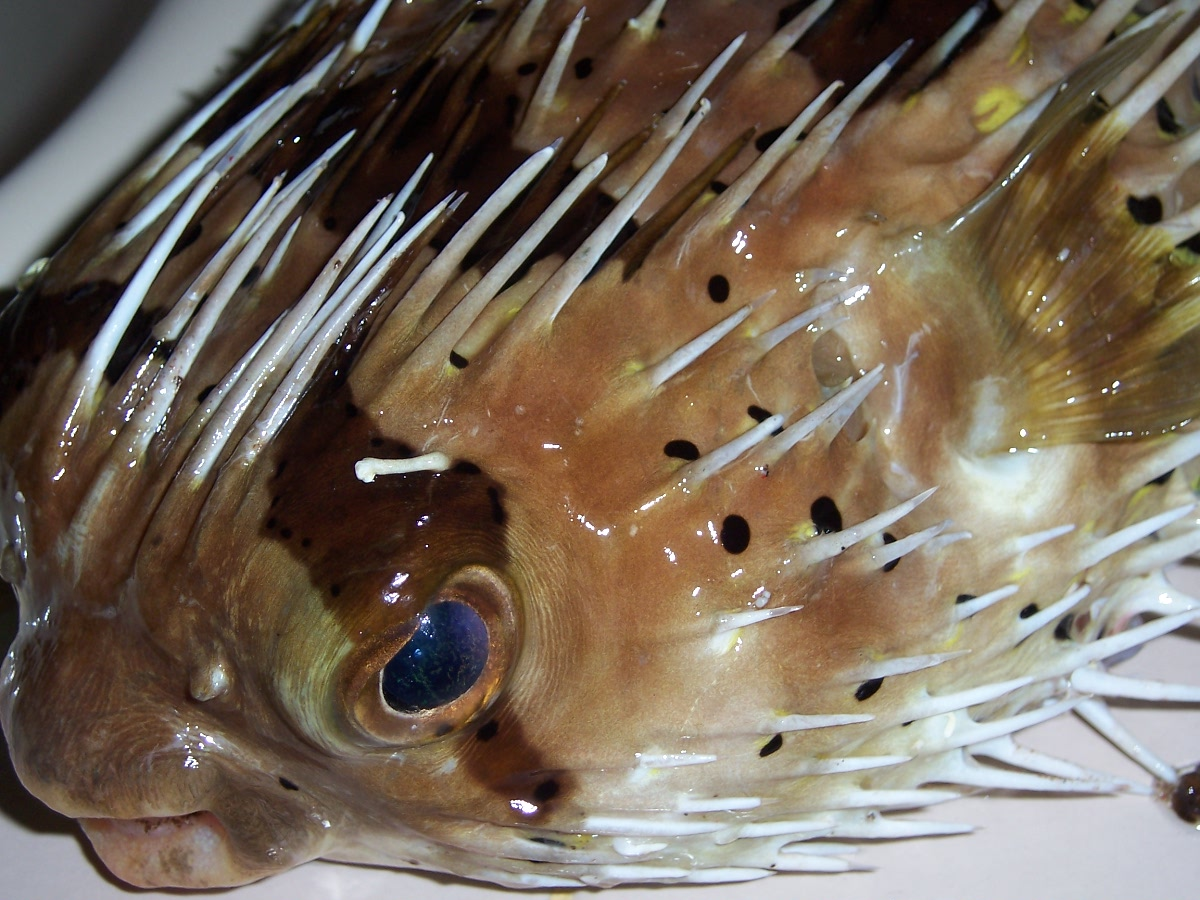
Голова длинноиглой рыбы-ёж

### Размножение и развитие
Нерестятся у поверхности воды в открытых водах. Непосредственно перед нерестом самец медленно подталкивает самку к поверхности воды. Оплодотворение наружное. Икра сферической формы, диаметром 1,7—1,8 мм с 10—30 жировыми каплями желтоватого цвета, пелагическая. Личинки вылупляются примерно через четыре дня. Они жёлтого цвета с разбросанными по телу красными пятнышками. Личинки в это время хорошо развиты, у них уже функционируют рот, глаза и плавательный пузырь. До десятидневного возраста личинки покрыты тонкой оболочкой, которая затем спадает и начинают развиваться шипики. Метаморфоз завершается через три недели после вылупления. Все плавники и их лучи уже появились, зубы сформированы. На мальковой стадии исчезает жёлтая и красная окраска, появляется оливковая и коричневая, характерная для взрослых особей. Появляются тёмные пятнышки на боках, которые служат камуфляжем для защиты от хищников. Молодь ведёт пелагический образ жизни, находя укрытия в плавающих саргассовых водорослях. После достижения длины 6—9 см молодь перемещается ближе к берегу и переходит на придонный образ жизни.

## Ареал
Распространены в тропических и субтропических водах всех океанов. Индийский океан: от южной Африки до Красного моря, Шри-Ланка, Индия и все крупные группы островов. Отсутствуют в Персидском заливе. Западная Пацифика: от юга Японии до Австралии, включая Гавайские острова, острова Новая Каледония и Лорд-Хау. Восточная Пацифика: от юга Калифорнии до Перу, включая Калифорнийский залив и Галапагосские острова. Западная Атлантика: от юга Канады и Нью-Джерси вдоль побережья США до Бермудских и Багамских островов, Мексиканский залив, Карибское море и далее на юг вдоль побережья Южной Америки до Бразилии. Восточная Атлантика: вдоль побережья Африки от Сьерра-Леоне до Анголы, у островов Вознесения и Святой Елены.